# موناليزا ألكانتارا
موناليزا ماريا ألكانتارا ناسيمينتو (بالبرتغالية: Monalysa Alcântara‏) (ولدت في 26 يناير 1999) عارضة أزياء برازيلية وحاملة لقب ملكة جمال بعد تتويجها ملكة جمال البرازيل 2017 في 19 أغسطس 2017، على مسرح تياترو فيلميروس في مدينة إيلابيلا شمال مدينة ساوباولو، لتصبح أول ممثلة من ولاية بياوي وثالث فتاة من أصل أفريقي تتوج باللقب. وسوف تمثل البرازيل في مسابقة ملكة جمال الكون 2017.

## روابط خارجية
موناليزا ألكانتارا على إنستغرام